# Magnus Carlsen Chess Tour 2020 Grand Final

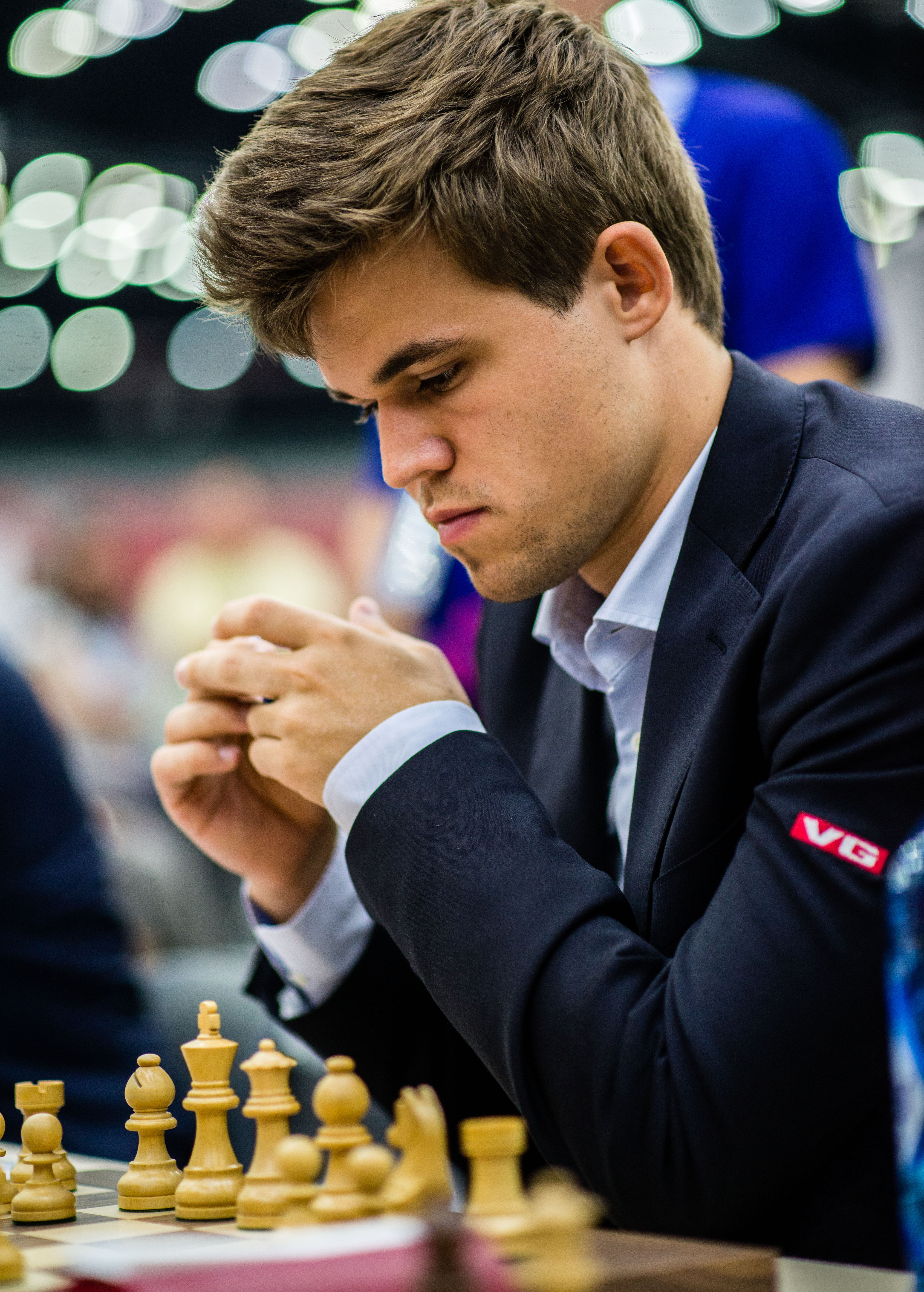
Magnus Carlsen, Initiator des Turniers

Das Grand Final war ein über das Internet veranstaltetes Schnellschachturnier, das vom 9. August bis zum 20. August 2020 ausgetragen wurde. Es war das abschließende Turnier der Magnus Carlsen Chess Tour. Neben dem Schachweltmeister Magnus Carlsen, der das Turnier in Zusammenarbeit mit der Schachplattform Chess24.com organisierte, hatten sich Daniil Dubow, der die Lindores Abbey Rapid Challenge gewann, sowie Ding Liren und Hikaru Nakamura als Punktbeste für das Turnier qualifiziert. In einem äußerst ausgeglichenen Finale gegen Nakamura gewann Carlsen den entscheidenden siebten Satz erst im Armageddon.

## Hintergrund
Wegen der COVID-19-Pandemie kam der Sportbetrieb weltweit größtenteils zum Erliegen, im Schachsport wurde zuletzt das Kandidatenturnier Jekaterinburg 2020 am 26. März unterbrochen. Über Schachserver wurde Schach jedoch weiterhin online gespielt, auch von zahlreichen Spielern der Weltspitze. Nach der erfolgreichen Durchführung des Magnus Carlsen Invitational 2020 wurde die Veranstaltung um drei weitere Onlineturniere erweitert und endete anschließend im Grand Final. Insgesamt ist die Turnierserie mit 1.000.000 US-Dollar Preisgeld dotiert.

## Übertragung
Das Turnier wurde im Internet unter anderem kostenlos auf Chess24.com übertragen und in 10 Sprachen kommentiert.

## Modus
Für das Turnier war ein Preisgeld von 300.000 Dollar ausgelobt, 140.000 Dollar davon erhielt der Sieger. Remisangebote vor dem 40. Zug waren nicht erlaubt, dies galt nicht für etwaige Armageddon-Partien. Das Turnier begann mit den Halbfinals (9. August bis 13. August) und endete anschließend mit dem Finale der beiden Halbfinalsieger (14. August bis 20. August).
Eine Begegnung bestand dabei aus mehreren Sätzen aus jeweils vier Rapidpartien. Sollte es nach vier Partien 2:2 stehen, würden zwei Blitzpartien mit einer Bedenkzeit von 5 Minuten plus 3 Sekunden pro Zug gespielt. Stünde es auch nach den Blitzpartien noch gleich, gäbe es eine Armageddon-Partie, bei der Weiß 5 und Schwarz 4 Minuten Bedenkzeit hat und ein Remis als Sieg für Schwarz zählt.
Das Halbfinale gewann, wer zuerst drei Sätze (Best-of-Five) gewann, im Finale mussten für den Turniersieg vier Sätze (Best-of-Seven) gewonnen werden. Die Bedenkzeit betrug 15 Minuten plus 10 Sekunden pro Zug vom ersten Zug an.

## Teilnehmer
Das Feld bestand aus den Siegern der Qualifikationsturniere und den punktbesten Spielern.
| Nr. | Name            | Elo-Zahl Schnellschach (August 2020) | Weltrangliste Schnellschach (August 2020) | Elo-Zahl Blitz (August 2020) | Weltrangliste Blitz (August 2020) |
| --- | --------------- | ------------------------------------ | ----------------------------------------- | ---------------------------- | --------------------------------- |
| 1   | Magnus Carlsen  | 2881                                 | 1                                         | 2886                         | 2                                 |
| 2   | Ding Liren      | 2836                                 | 3                                         | 2788                         | 8                                 |
| 3   | Hikaru Nakamura | 2829                                 | 4                                         | 2900                         | 1                                 |
| 4   | Daniil Dubow    | 2770                                 | 12                                        | 2722                         | 34                                |

## Ergebnisse
|  | Halbfinale 9. August bis 13. August 2020 | Halbfinale 9. August bis 13. August 2020 | Halbfinale 9. August bis 13. August 2020 |  |  | Finale 14. August bis 20. August 2020 | Finale 14. August bis 20. August 2020 | Finale 14. August bis 20. August 2020 |
|  |                                          |                                          |                                          |  |  |                                       |                                       |                                       |
|  |                                          |                                          |                                          |  |  |                                       |                                       |                                       |
|  | 1                                        | Carlsen                                  | 3                                        |  |  |                                       |                                       |                                       |
|  | 2                                        | Ding                                     | 1                                        |  |  |                                       |                                       |                                       |
|  |                                          |                                          |                                          |  |  | HF1                                   | Carlsen                               | 4                                     |
|  |                                          |                                          |                                          |  |  | HF2                                   | Nakamura                              | 3                                     |
|  | 3                                        | Dubow                                    | 0                                        |  |  |                                       |                                       |                                       |
|  | 4                                        | Nakamura                                 | 3                                        |  |  |                                       |                                       |                                       |
|  |                                          |                                          |                                          |  |  |                                       |                                       |                                       |